# Oulx
Oulx là một đô thị ở tỉnh Torino trong vùng Piedmont, có vị trí cách khoảng 70 km về phía tây của Torino,, nước Ý, trên biên giới giáp ranh với nước Pháp. Tại thời điểm ngày 31 tháng 12 năm 2004, đô thị này có dân số 2.810 người và diện tích là 99,9 km².
Oulx giáp các đô thị: Bardonecchia, Cesana Torinese, Exilles, Névache (France), Pragelato, Salbertrand, Sauze d'Oulx, và Sestriere.